# Mottinello Nuovo
Mottinello Nuovo (Motineło Nóvo in veneto) è una frazione divisa tra i comuni italiani di Galliera Veneta, in provincia di Padova, e Rossano Veneto, in provincia di Vicenza.

## Storia
Il confine comunale corre lungo l'attuale via Mottinello, un antico decumano della centuriazione patavina a nord della via Postumia che già prima dell'anno Mille divideva il territorio di Padova da quello di Vicenza.
L'origine della località è comunque più recente rispetto alla vicina Mottinello Vecchio, essendosi formata in epoca tarda attorno a villa Comello.

## Monumenti e luoghi d'interesse

### Villa Comello
Questo imponente complesso, affacciato all'incrocio tra via Mottinello Nuovo e la provinciale delle Statue, rappresenta il fulcro attorno al quale si è sviluppata Mottinello Nuovo.
La presenza di una casa padronale comprendente vari annessi (a partire Seicento esistette anche una filanda) è attestata sin dal Cinquecento quando era dei Cortellotto, proprietari dell'intera località di Mottinello. Passata più tardi ai Ferrari, tra il 1770 e il 1795 fu completamente rinnovata e assunse l'aspetto attuale; in questa occasione furono inoltre erette le due foresterie, rifatto l'oratorio, spianato il viale d'accesso e realizzata la piazza antistante. Nel 1795 ai Ferrari successe Valentino Comello che eseguì altri lavori affidandoli a Francesco Bagnara (in particolare la scala della loggia).
Nel 1926 la villa venne acquistata dai padri camilliani che la adibirono prima a seminario minore poi, dagli anni 1980, a casa di spiritualità. Durante quest'ultimo periodo furono effettuati altri interventi, fra cui la costruzione dei due edifici che chiudono il giardino secondario a nord e a sud e la rimozione della galleria di busti nella foresteria est.

### Chiesa parrocchiale
Fu ricavata dal teatro privato di villa Comello, donato nel 1919 alla comunità locale su interessamento di don Giuseppe Lucietto. Dedicata a san Giovanni Battista, fu consacrata il 5 settembre 1920.
La gestione della parrocchia è affidata dal 1929 ai padri camilliani residenti a villa Comello.